# Список умерших в 1083 году
В этой статье представлен список известных людей, умерших в 1083 году.
См. также: Категория:Умершие в 1083 году

## Январь
- 6 января:
  - Гонзало Сальвадорес — кастильский аристократ;
  - Рамиро Гарсес — второй сын наваррского короля Гарсии III;
  - Санчо Гарсес — внебрачный сын короля Гарсии III, сеньор Ункастильо и Сангуэса.
- 11 января — Оттон Нортхеймский — граф Нортхейма, герцог Баварии (1061—1070)

## Июнь
- 22 июня — Гильом I — граф Невера и Осера (с 1040).

## Сентябрь
- 2 сентября — Мунджон (63) — 11-й правитель корейского государства Корё (1046—1083).

## Ноябрь

Матильда Фландрская

- 2 ноября — Матильда Фландрская — герцогиня-консорт Нормандии (1053—1083), королева-консорт Англии с 1066 года, жена Вильгельма I Завоевателя.
- 29 ноября — Сунджон — король Кореи (Корё) (1083)

## Дата неизвестна или требует уточнения

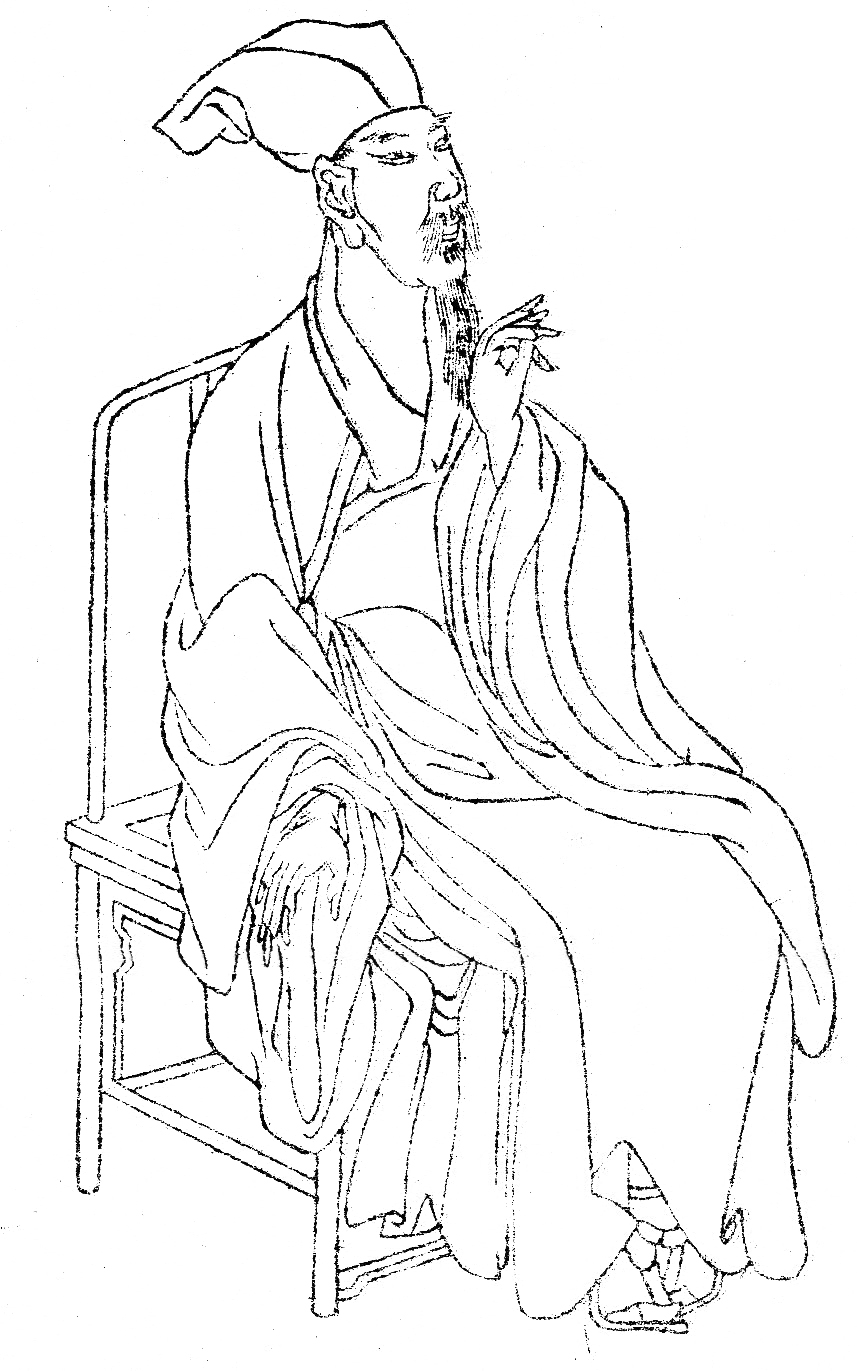
Зенг Гонг

- Абу Исхак аш-Ширази — исламский учёный-богослов и правовед шафиитского мазхаба.
- Базил Апокапес[англ.] — византийский генерал
- Бруно — саксонский монах и хронист, летописец Саксонского восстания 1073—1075 годов.
- Зенг Гонг[англ.] — китайский историк
- Мариан Скот — средневековый хронист
- Никодим из Палермо — святитель, епископ Палермо
- Роже де Питр — английский феодальный барон, участник нормандского завоевания Англии.
- Феодора Анна Дукиня Сельво — дочь византийского императора Константина X Дуки, жена венецианского дожа Доменико Сельво с 1075 года.
- Эрменгарда Тоннерская[фр.] — графиня-консорт Невера (1045—1083), жена графа Гильома I, графиня Тоннера (1065—1083)